# فلورونس أرتو
فلورونس أرتو (بالفرنسية: Florence Arthaud) (28 أكتوبر 1957 - 9 مارس 2015) كانت بحارة فرنسية من بولون-بيانكور ، وكانت ابنة جاك أرتو، مدير دار نشر أرتو.

## سيرة ذاتية

### الوفاة
توفيت في تصادم مروحيتين حادثة التصادم الجوي في فيا كاستيلي 2015 في الأرجنتين، في 9 مارس 2015 .

## ألقاب
- 2007: المرتبة 11 في ترانزات جاك فابر على ديب بلو مع لوك بوبون.
- 2007: المرتبة 2 في طريق الإكوادور على ديب بلو مع لوك بوبون وألكسيا بارييه.
- 2004: المرتبة 27 في ترانزات أ جي 2 أر على لسبري ديكيب  مع ليونيل بيان.
- 2000: المرتبة 12 في ترانزات أ جي 2 أر على فلوري ميشون مع فيليب بوبون.
- 1998: المرتبة 6 في ترانزات أ جي 2 أر على غي كوتن - شاتاواك  مع جان لو كام.
- 1996: المرتبة 2 في ترانزات أ جي 2 أر على غي كوتن - شاتاواك  مع جان لو كام.
- 1990: المرتبة 1 في طريق ران على بيار الأول.
- 1990: المرتبة 3 في توستار على بيار الأول مع باتريك مورال.
- 1988: المرتبة 7 في واحد الوفاض سباق الترانزات على مجموعة بيار الأول.
- 1986: المرتبة 11 في طريق ران على إنرجي إيه كومونيكاسيون.
- 1982: المرتبة 20 في طريق ران على بيوتارم 2.
- 1981: المرتبة 6 في توستار على موسيو موبل مع فرانسوا بوشيه.
- 1978: المرتبة 11 في طريق ران على إكس بيريمونتال.

## أوسمة وتشريفات
- بطل الأبطال من ليكيب في 1978 و1990.
- جائزة مونيك برليو من قبل أكاديمية الرياضات في 1990.

## روابط خارجية
- فلورونس أرتو على موقع IMDb (الإنجليزية)
- فلورونس أرتو على موقع ميوزك برينز (الإنجليزية)
- فلورونس أرتو على موقع ديسكوغز (الإنجليزية)
- فلورونس أرتو على موقع قاعدة بيانات الفيلم (الإنجليزية)